# Conoscyphus
Conoscyphus là một chi rêu trong họ Geocalycaceae.